# Nati nel 2003/Dicembre
| Questa pagina contiene informazioni ricavate automaticamente dalle voci biografiche con l'ausilio del template Bio e di un bot. L'aggiornamento è periodico e automatico e ricostruisce completamente la pagina. Se manca una persona in questa lista, sei pregato di non aggiungerla, ma accertati piuttosto che la sua voce biografica contenga il template Bio e che i dati anagrafici siano correttamente compilati. Se il template Bio manca, inseriscilo tu stesso o, in alternativa, metti l'avviso {{tmp\|Bio}} che ne segnala la mancanza. Se i dati riportati sono sbagliati, correggi direttamente la voce biografica; le modifiche saranno visibili in questa lista entro pochi giorni. Per chiarimenti vedi il progetto biografie. La lista contiene solo le 98 persone che sono citate nell'enciclopedia e per le quali è stato implementato correttamente il template Bio. Pagina aggiornata al 10 ago 2025. |

- 1º dicembre - Maria Vittoria Nano, calciatrice italiana
- 1º dicembre - Gabriel Vidović, calciatore croato
- 1º dicembre - Filipe de Carvalho, calciatore svizzero
- 2 dicembre - Martin Adeline, calciatore francese
- 2 dicembre - Carolann Heduit, ex ginnasta francese
- 2 dicembre - Ashton Jeanty, giocatore di football americano statunitense
- 2 dicembre - Noma Noha Akugue, tennista tedesca
- 2 dicembre - Tsao Chia-yi, tennista taiwanese
- 2 dicembre - Kevin Winston Jr., giocatore di football americano statunitense
- 3 dicembre - Óscar Cortés, calciatore colombiano
- 3 dicembre - Marek Ujlaky, calciatore slovacco
- 3 dicembre - Wei Sijia, tennista cinese
- 4 dicembre - Nicola Berdini, cestista italiano
- 4 dicembre - Sebastián Boselli, calciatore uruguaiano
- 4 dicembre - Ousmane Diomande, calciatore ivoriano
- 4 dicembre - Elena Mposgana, cestista greca
- 4 dicembre - Jakub Mądrzyk, calciatore polacco
- 5 dicembre - Jaime Czarkowski, nuotatrice artistica statunitense
- 6 dicembre - Francesca Bucchieri, cestista italiana
- 6 dicembre - Benjamin Hansson, sciatore alpino svedese
- 6 dicembre - Mathias Løvik, calciatore norvegese
- 7 dicembre - Caterina Amalia di Orange-Nassau, principessa olandese
- 7 dicembre - Niklas Malacinski, combinatista nordico statunitense
- 8 dicembre - Amanda Jacobsen Andradóttir, calciatrice islandese
- 8 dicembre - Nicole Eibl, sciatrice alpina austriaca
- 9 dicembre - Jackson A. Dunn, attore statunitense
- 9 dicembre - Renato Marques, calciatore brasiliano
- 9 dicembre - Anhelina Ovčynnikova, nuotatrice artistica ucraina
- 9 dicembre - Tomás Sives, calciatore argentino
- 10 dicembre - Camilo Viganoni, calciatore argentino
- 11 dicembre - Liu Junxi, ostacolista cinese
- 11 dicembre - Ian López, calciatore uruguaiano
- 11 dicembre - Giorgio Scalvini, calciatore italiano
- 12 dicembre - Luther Burden III, giocatore di football americano statunitense
- 12 dicembre - Valentina Colombo, pallavolista italiana
- 12 dicembre - Kyshawn George, cestista svizzero
- 12 dicembre - Lincoln Melcher, attore statunitense
- 12 dicembre - Silas Nwankwo, calciatore nigeriano
- 12 dicembre - Viktor Rogan, calciatore serbo
- 12 dicembre - Dale Taylor, calciatore nordirlandese
- 13 dicembre - Jonas Adjetey, calciatore ghanese
- 13 dicembre - Jorge Guzmán, calciatore messicano
- 14 dicembre - Kodjo Aziangbe, calciatore togolese
- 14 dicembre - Anita Bottazzo, nuotatrice italiana
- 14 dicembre - Marlon Gomes, calciatore brasiliano
- 15 dicembre - Mustafa Abdullatif, calciatore siriano
- 15 dicembre - Kahlia Cullwick, canoista neozelandese
- 15 dicembre - Jhon Durán, calciatore colombiano
- 15 dicembre - Hanna Wijk, calciatrice svedese
- 15 dicembre - Adam Wikman, calciatore svedese
- 16 dicembre - Justin Edwards, cestista statunitense
- 16 dicembre - Viktor Melëchin, calciatore russo
- 16 dicembre - Arian Salimi, taekwondoka iraniano
- 16 dicembre - Cisse Sandra, calciatore belga
- 17 dicembre - Ante Crnac, calciatore croato
- 17 dicembre - Artur Danieljan, pattinatore artistico su ghiaccio russo
- 17 dicembre - Pernille Dyrstad Lydersen, sciatrice alpina norvegese
- 18 dicembre - Lucrezia Beccari, pattinatrice artistica su ghiaccio italiana
- 18 dicembre - Bruno Betancor, calciatore uruguaiano
- 18 dicembre - Ilona Mononen, siepista e mezzofondista finlandese
- 18 dicembre - Saskia Schirmer, slittinista tedesca
- 19 dicembre - Tyrique Mercera, calciatore olandese
- 19 dicembre - Benjamin Richardson, velocista sudafricano
- 19 dicembre - Hugo Sotelo, calciatore spagnolo
- 20 dicembre - Florence Brunelle, pattinatrice di short track canadese
- 20 dicembre - Oumar Diakité, calciatore ivoriano
- 20 dicembre - Martin Espernberger, nuotatore austriaco
- 20 dicembre - Ezequiel Olivera, calciatore uruguaiano
- 20 dicembre - Leopold Querfeld, calciatore austriaco
- 21 dicembre - Gael Joel, calciatore equatoguineano
- 21 dicembre - Caterina Ferioli, attrice italiana
- 21 dicembre - Jefté, calciatore brasiliano
- 22 dicembre - Roman Charles-Cook, calciatore grenadino
- 22 dicembre - Mateusz Gajdulewicz, ciclista su strada polacco
- 22 dicembre - El Yam Kancepolsky, calciatore israeliano
- 22 dicembre - Neel Sethi, attore statunitense
- 22 dicembre - Junior Tchamadeu, calciatore camerunese
- 22 dicembre - Nicola Tuthill, martellista irlandese
- 23 dicembre - Francesco Condemi, pallanuotista italiano
- 23 dicembre - Nick Dunlap, golfista statunitense
- 23 dicembre - Marcel Ratnik, calciatore sloveno
- 23 dicembre - Isak Jensen, calciatore danese
- 24 dicembre - Eyad El Askalany, calciatore egiziano
- 24 dicembre - Samba Lélé Diba, calciatore senegalese
- 26 dicembre - Max Johnston, calciatore scozzese
- 26 dicembre - Dermane Karim, calciatore togolese
- 26 dicembre - Lucas Sanabria, calciatore uruguaiano
- 27 dicembre - Kazuki Iimura, schermidore giapponese
- 28 dicembre - Diego Coppola, calciatore italiano
- 28 dicembre - Matteo Prati, calciatore italiano
- 28 dicembre - Pim Saathof, calciatore olandese
- 29 dicembre - Gilberto Batista, calciatore guineense
- 30 dicembre - Lautaro Villegas, calciatore argentino
- 31 dicembre - Mamadi Camará, calciatore guineense
- 31 dicembre - Emma Chervet, saltatrice con gli sci francese
- 31 dicembre - Erika Fairweather, nuotatrice neozelandese
- 31 dicembre - Mahmoud Ghorbel, calciatore tunisino
- 31 dicembre - Leandro Mamut, calciatore argentino